# Centromerus trilobus
Centromerus trilobus är en spindelart som beskrevs av Tao, Li och Zhu 1995. Centromerus trilobus ingår i släktet Centromerus och familjen täckvävarspindlar. Inga underarter finns listade i Catalogue of Life.